# ایگویلهی
ایگویلهی (به فرانسوی: Aiguilhe) یک کمون در فرانسه است که در Canton of Le Puy-en-Velay-Nord واقع شده‌است.

## خصوصیات
ایگویلهی ۱٫۱ کیلومترمربع مساحت و ۱٬۵۹۳ نفر جمعیت دارد و ۶۵۰ متر بالاتر از سطح دریا واقع شده‌است.